# Софіївка (Лозівський район)
Софі́ївка —  село в Україні, у Близнюківській селищній громаді Лозівського району Харківської області. Населення становить 81 осіб. До 2020 орган місцевого самоврядування — Башилівська сільська рада.

## Географія
Село Софіївка знаходиться на правому березі річки Самара, біля місця впадання в неї річки Гнилуша. На протилежному березі знаходиться село Червоне, за 3 км село Башилівка.

## Історія
- 1880 - дата заснування.
- 12 червня 2020 року, відповідно до Розпорядження Кабінету Міністрів України № 725-р «Про визначення адміністративних центрів та затвердження територій територіальних громад Харківської області», увійшло до складу Близнюківської селищної громади.[1]
- 19 липня 2020 року, в результаті адміністративно-територіальної реформи та ліквідації Близнюківського району, увійшло до складу Лозівського району Харківської області.[2]

## Економіка
- В селі є молочно-товарна та свино-товарна ферми.

## Культура
- Школа.

## Екологія
За 1,5 км від села проходить аміакопровід.